# Kijowski funikular

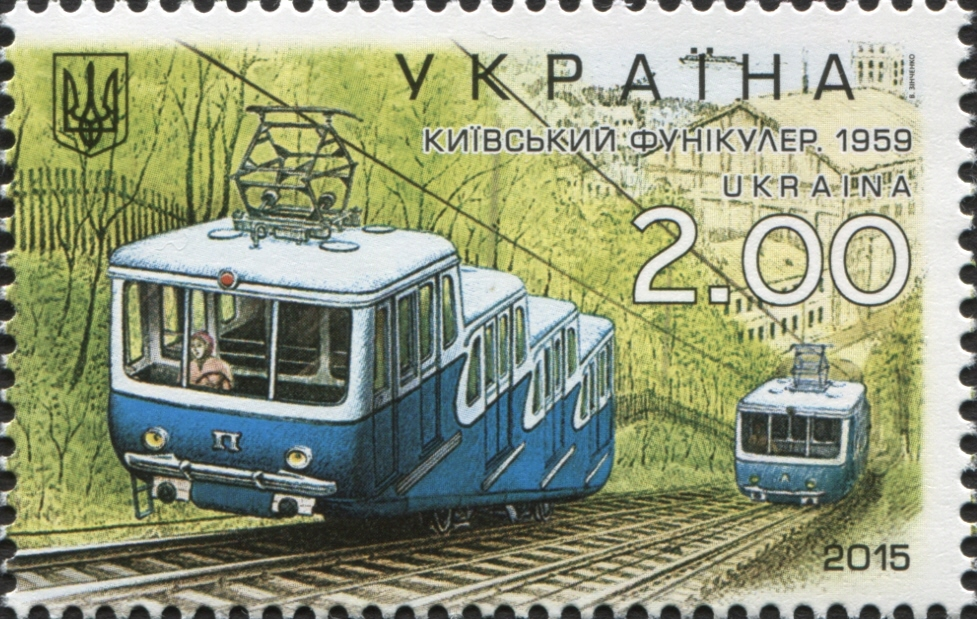
Znaczek pocztowy z wagonikami

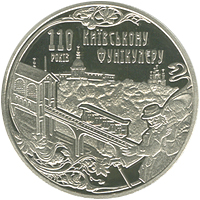
Medal wybity na 110-lecie kolejki

Kijowski funikular (ukr. Київський фунікулер) – linowo-terenowa kolejka miejska w Kijowie, która łączy ze sobą historyczny Stary Kijów oraz Padół. Funikular porusza się po wzgórzu znanym jako Wołodymyrśka hirka, gdzie otwiera się widok na rzekę – Dniepr. Trasa kolejki łączy dwie stacje, a właścicielem jest przedsiębiorstwo Kyjiwpastrans (ukr. Київпастранс).
Funikular był zbudowany w latach 1902–1905 i jest drugim funikularem na Ukrainie, tuż po Odeskim funikularze.

## Historia
Tyle lat ile istnieje Kijów, tyle samo istnieje problem połączenia między Starym Kijowem a Padołem. Starodawni mieszkańcy Kijowa posługiwali się krętymi ścieżkami, potem korzystano z Andrzejewskiego zejścia (ukr. Андріївський узвіз), który pod tą nazwą znany był w XX w. stuleciu. Następnie po trasie Chreszczatyk – Padół puszczono pierwszy tramwaj.
Pomysłodawcą linowo-terenowej kolejki miejskiej łączącej górną i dolną część miasta był inżynier Artur Adolfowicz Abrahamson (ukr. Артур Адольфович Абрагамсон); opracowaniem projektu zajęli się M.K. Piatnickyj (ukr. М.К. П'ятницький) oraz M.I. Barysznykow (ukr. М.І. Баришников). Budowa funikularu trwała od 1902 do 1905 roku. Uroczyste otwarcie odbyło się 20 maja 1905 roku, chociaż pasażerów zaczęto przewozić dopiero z 21 maja. Trasa przebiegała 200 metrów w górę. Na samym początku dzięki funikularowi można było dotrzeć z Wołodymyrśkiej hirki do ulicy Borycziw Tik (ukr. вулиця Боричів Тік). Funikular otrzymał nazwę elektrycznej linowo-terenowej kolejki św. Michała Archanioła, gdyż znajdował się tuż obok Monastyru św. Michała Archanioła o Złotych Kopułach.
Trasa kolejki początkowo była krótsza o 38 metrów. Na ulicy Ołeksandriwśkiej (ukr. вулиця Олександрівська) – dzisiaj ulica Piotra Sahajdacznego (ukr. вулиця Петра Сагайдачного), gdzie teraz znajduje się ostatnia stacja, niegdyś znajdowały się prywatne siedziby, z właścicielami których nie udało się osiągnąć porozumienia.
W tamtych latach takie rozwiązanie było nowoczesne. W 1928 roku, podczas planowych prac, wagon znajdujący się wyżej zjechał w dół uszkadzając drugi wagon. Funikular po raz pierwszy był przebudowany w latach 1928–1929: pracownicy położyli jeszcze około 40 metrów trasy. Dolną stację przeniesiono wtedy na róg ulicy Pіotra Sahajdacznego i Plac Pocztowy (ukr. Поштова площа).
W latach 1941–1943 ludzie także mogli korzystać z usług funikularu. Kolejką można było poruszać się od 8 października 1941 roku.
Z powodu obowiązywania godziny policyjnej od 12 maja 1942 roku poza domem można było przebywać tylko do 21:00, a czas pracy funikularu przedłużono do godziny 20:00. Za okres 1942/43 rok (od kwietnia 1942 do marca 1943) policzono, iż z usług przewozu kolejki skorzystało 1,050 mln pasażerów – w dwa razy więcej niż przewidywano. W ostatni dzień, 31 marca 1943 sprzedaż biletów oszacowano na 1100 karbowańców, co równało się 2500 pasażerów. Regularnie przeprowadzano testy na wytrzymałość mechanizmu, np. załadowywano wagon balastem o wadze 8 ton (dwa razy więcej od oszacowywanego obciążenia = waga 60 pasażerów) i odczepiano linę. Automatyczny hamulec szynowy zahaczał się o szynę i wagon zatrzymywał się.
W 1958 roku przeprowadzano generalną przebudowę: w maszynowni zainstalowano nowy sprzęt gwarantujący bezpieczeństwo pasażerów. A pod koniec 1984 jeszcze raz odnowiono sprzęt. Co roku kolej przewozi około 2,8 mln pasażerów, wśród których większą część stanowią turyści.

## Ceny biletów za przejazd

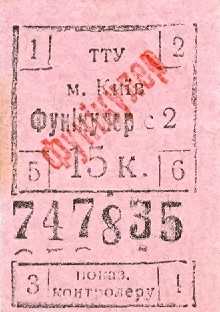
Bilet (lata 1950-te)

Do 1941 roku koszt biletu utrzymywał się na poziomie 15 kopiejek, dzięki czemu był najtańszym środkiem transportu. Od 1 stycznia 1957 roku kasowano bilety na przejazd. Aby opłacić przejazd trzeba było wrzucić 15 kopiejek w przeznaczony do tego celu kasownik.
Podczas niemieckiej okupacji, do momentu wznowienia ruchu pasażerskiego, które nastąpiło 7 października 1941 roku Rada miasta Kijowa uchwaliła nowy cennik. Od tamtej pory jeden przejazd kosztował 20 kopiejek oraz 45 kopiejek za przewiezienie bagażu. Począwszy z 16 listopada ceny znowu wzrosły: 30 kopiejek za 1 osobę i 1 karbowaniec za bagaż. Biorąc pod uwagę to, iż latem 1942 roku kilogram chleba kosztował 100 karbowańców, a litr mleka – 40, przejazd funikularem był tani. 24 lutego 1942 wydano nowe rozporządzenie, w którym cena za 1 przejazd stanowiła 40 kopiejek. (W dokumencie planowaną datą wejścia rozporządzenia w życie było 1 lutego. Prawdopodobna jest jednak wersja, że w dokumencie wkradła się pomyłka i faktyczną datą było 1 marca).
Od 1 stycznia 1961 roku po przeprowadzeniu pieniężnej reformy przejazd kosztował 2 kopiejki. Cena ta utrzymywała się przez ponad 25 lat.
Do listopada 2008 roku w autobusach, trolejbusach, tramwajach i funikularze wykorzystywano takie same ujednolicone bilety. Dzisiaj do przejazdu kolejką wykorzystywane są żetony. Wartość jednego przejazdu to 1,5 hrywni, a z 7 lutego 2015 roku  – 3.

## Galeria fotografii

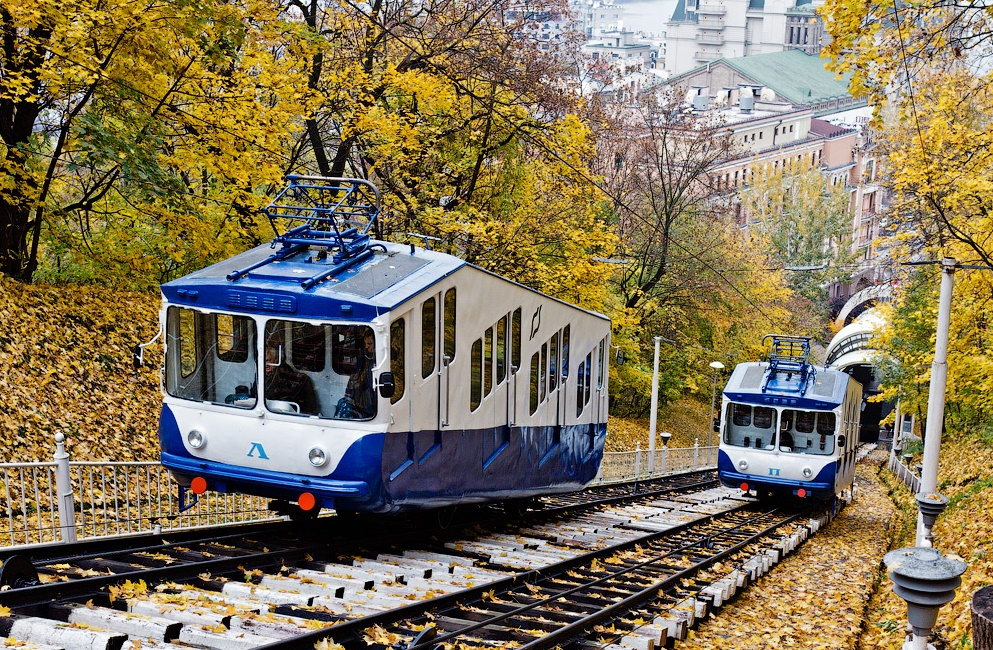
Wagoniki na trasie
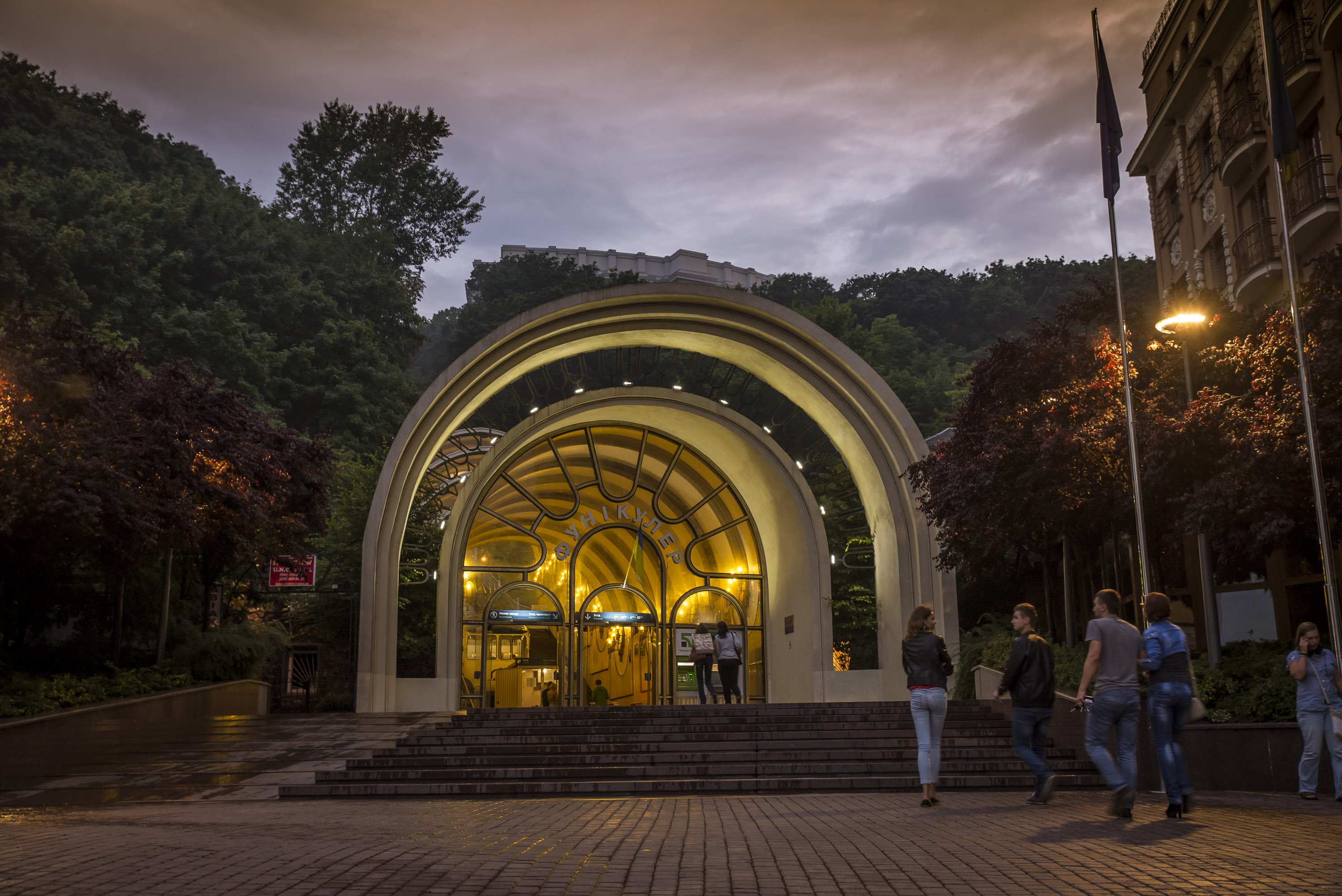
Kijowski funikular, wejście w lipcu 2014 r.
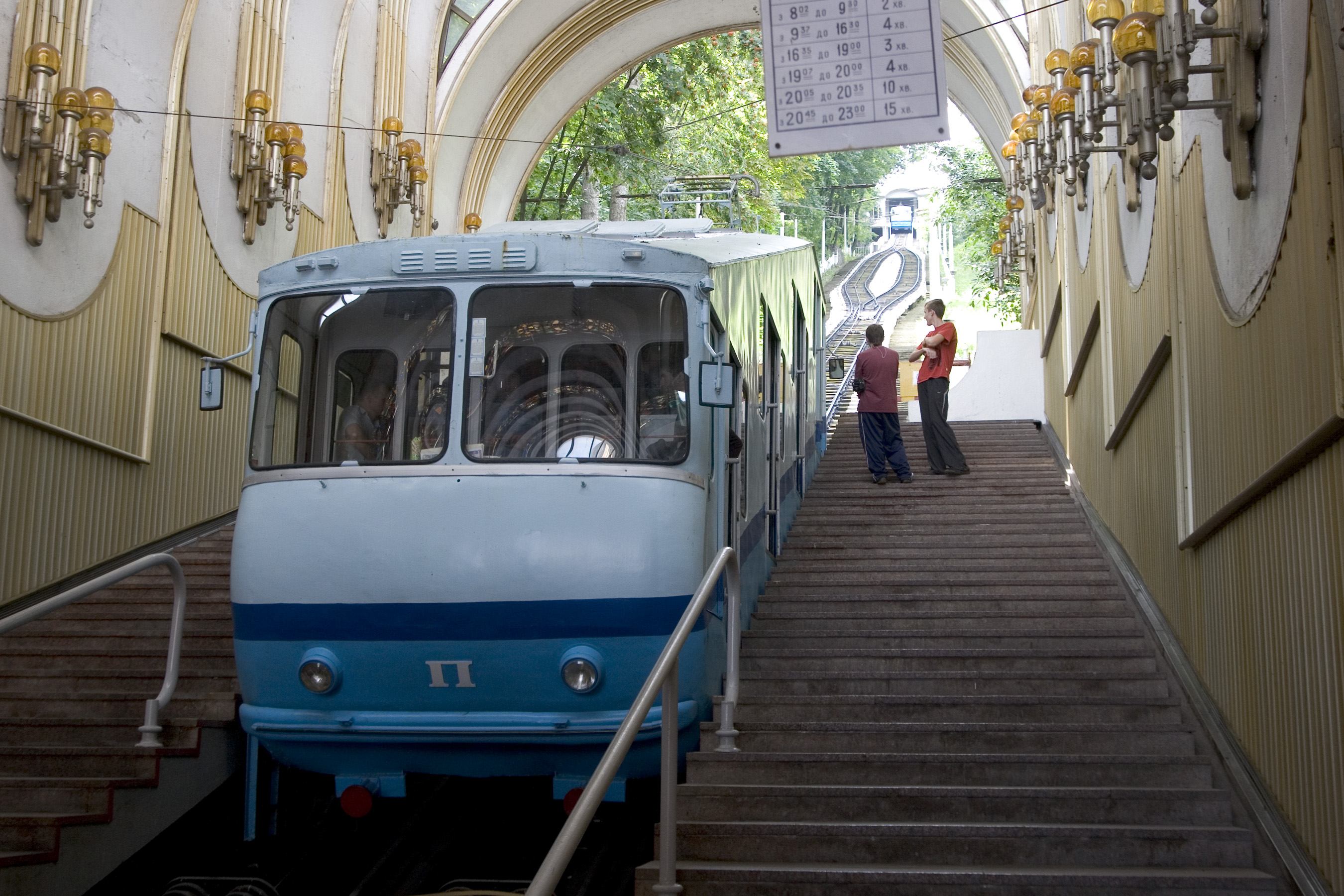
Dolna stacja
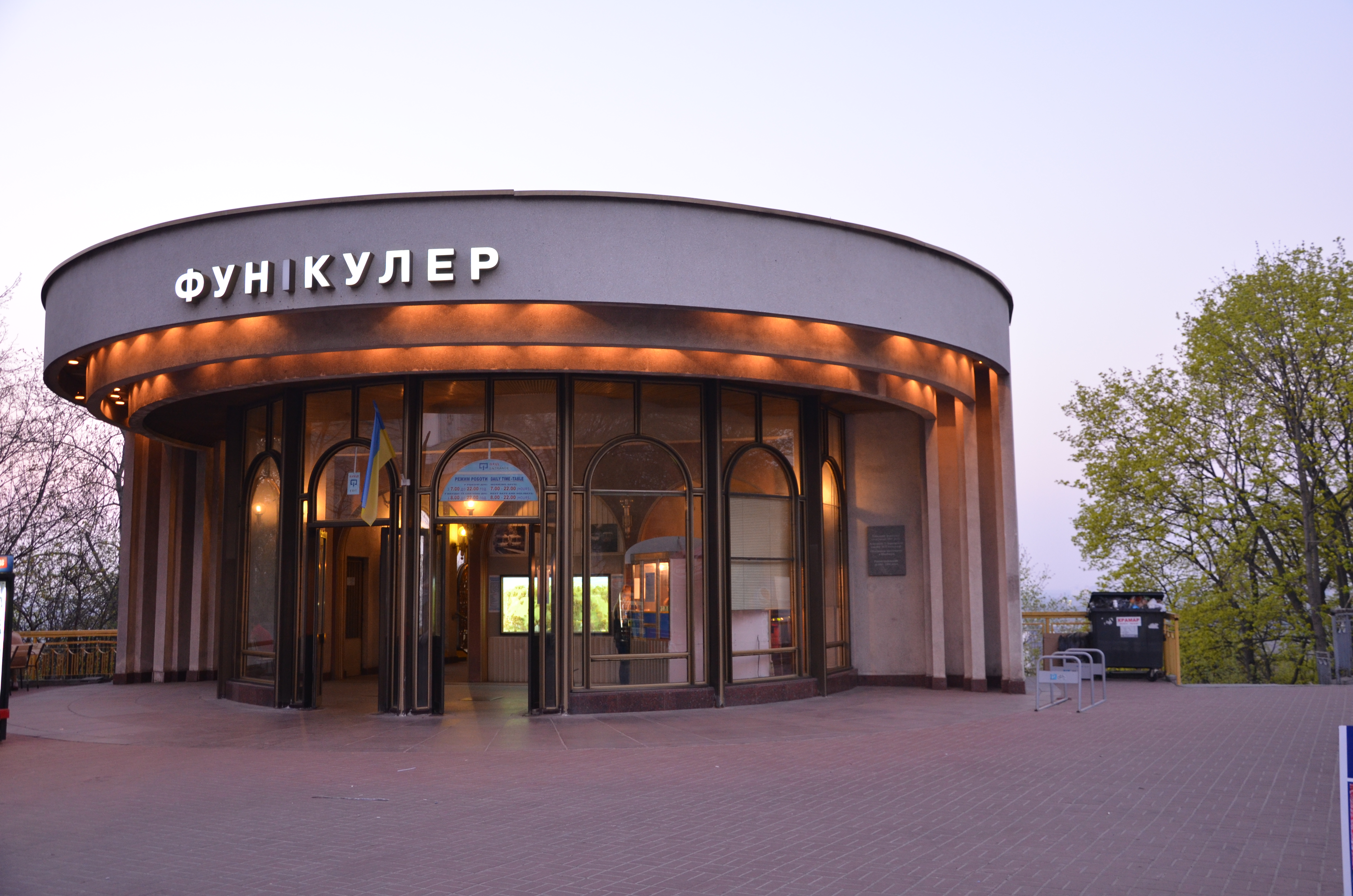
Górna stacja
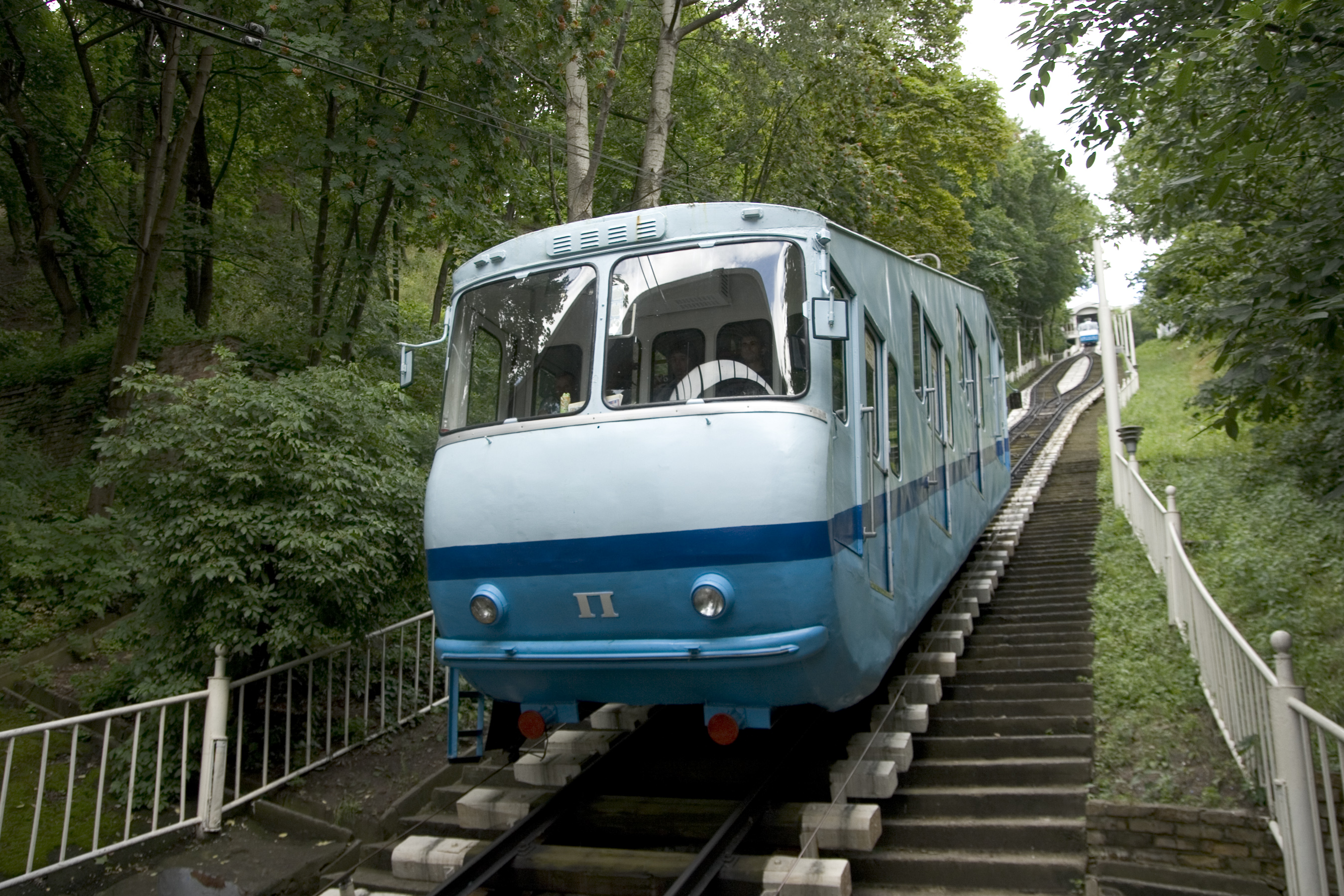
Wagonik
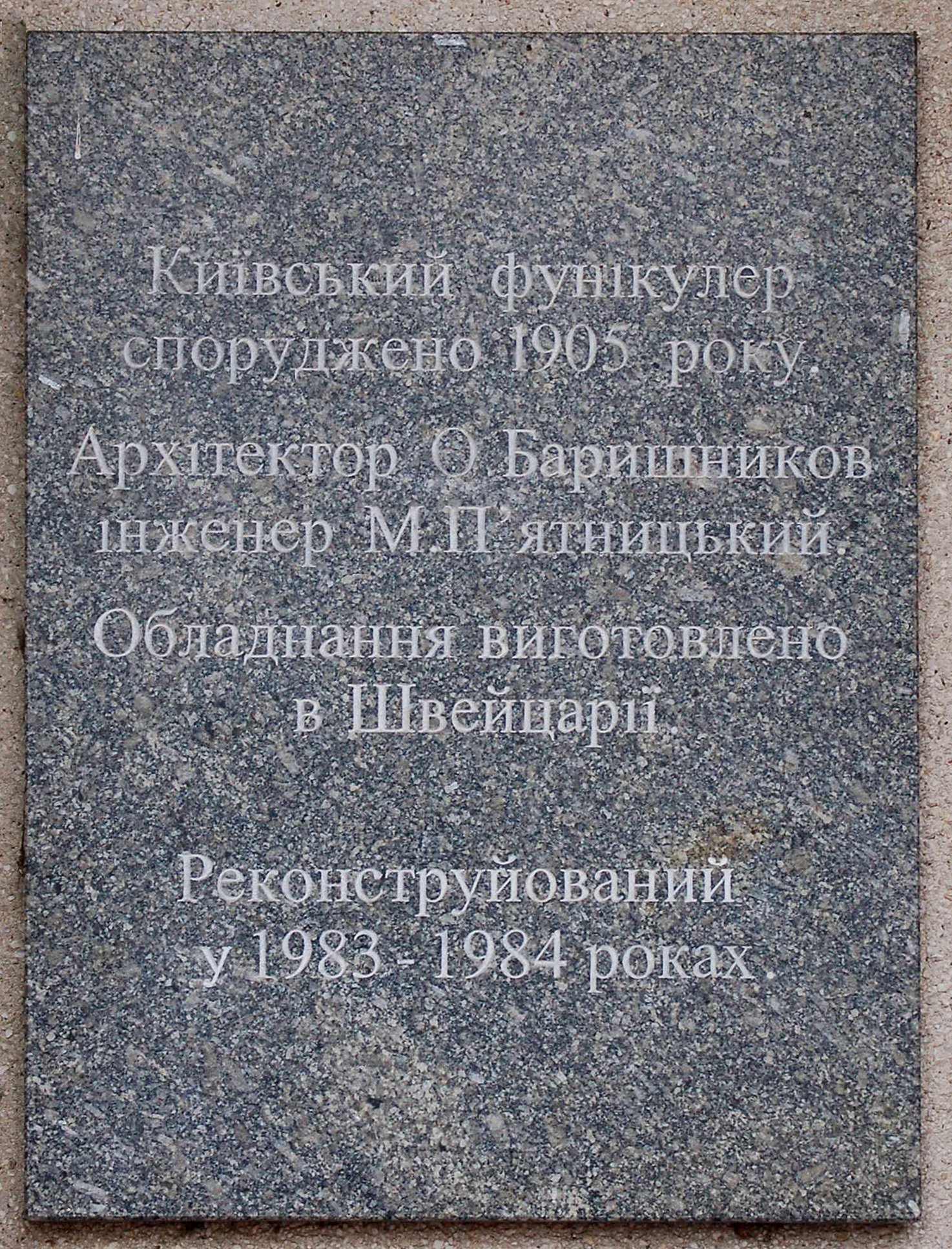
Tablica na fasadzie górnej stacji

## Źródła
- Strona oficjalna
- Historia rozwoju funikularu
- Машкевич Стефан Володимирович История фуникулёра в Киеве // Науковий вісник Міжнародного гуманітарного університету. Серія: Історія. Філософія. Політологія: зб. наук. праць. – Одеса: Фенікс, 2014. – Вип. 8. – С. 29–33.
- Машкевич С. В. Громадський транспорт Києва за часiв нiмецької окупацiї (1941–1943) // Етнiчна iсторiя народiв Європи: зб. наук. праць. – 2010. – Вип. 33. – С. 127–135. – ISSN 2309-9356.
- Машкевич С. В. Трамвайные копейки // Зеркало недели. – 2004. – № 42. – 15–22 октября.
- Тоцкий Олег. История киевского фуникулёра // tov-tob.livejournal.com. – 2014. – 14 апреля.
- Позняк Павло Іванович, П'ятериков С. В. Київ: Погляд через століття: фотопутівник. Мистецтво, 1987. – C. 82.
- Київський фунікулер. wek.kiev.ua. [zarchiwizowane z tego adresu (2007-11-01)]. in Wiki-Encyclopedia Kyiv
- Rekonstrukcja kolejki w Kijowie